# (12897) Bougeret
(12897) Bougeret est un astéroïde de la ceinture principale.

## Description
(12897) Bougeret est un astéroïde de la ceinture principale. Il fut découvert le 13 septembre 1998 à la station Anderson Mesa par le programme LONEOS. Il présente une orbite caractérisée par un demi-grand axe de 2,22 UA, une excentricité de 0,09 et une inclinaison de 4,0° par rapport à l'écliptique.

## Compléments